# بلقاء حريفة الأوراق
بلقاء حريفة الأوراق (الاسم العلمي:Melaleuca oxyphylla) هو نوع من النباتات يتبع جنس البلقاء من فصيلة الآسية.